# Heredis
Heredis est un logiciel informatique de généalogie développé et édité par une Société coopérative et participative (SCOP) française du même nom.

## Origine du nom
L'éditeur indique que le nom du logiciel éponyme de la société vient du mot latin heres (heredis au génitif) et en donne la définition suivante : hērēs (haerēs), ēdis, m. f. : héritier, héritière, légataire,,.

## Logiciel
L'histoire du logiciel Heredis commence en 1994, avec la première version de Heredis pour le système d'exploitation Macintosh. Elle est diffusée par coupons-presse et réunions généalogiques à travers la France. En 1995 sort la version de Heredis pour Windows. En avril 1997, sa diffusion est élargie à la grande distribution. Deux mois plus tard, le site internet est créé, consacré à la généalogie informatisée. Heredis s'internationalise avec en août 2003 une version anglophone puis en janvier 2004 avec une version germanophone. Ces versions sont basées sur la version 7.2 de Heredis et ne seront plus développées pendant plusieurs années. Il faudra attendre la version 13.1 en 2012 pour avoir de nouveau une version anglaise et la version Heredis 2020 en 2019 pour une version allemande.
En 2021, le service en ligne d'Heredis fait l'objet d'une intrusion par des pirates informatiques avec vol de certaines données personnelles de ses utilisateurs.
Le logiciel est disponible pour Windows ou MacOS, la version 2023 est sortie en septembre 2022 et en 3 langues. En regard d’autres produits du même type, « Heredis offre l’avantage d’être accessible aux débutants tout en pouvant répondre aux besoins et attentes du généalogiste averti ».
En 2024, avec plus de 100 000 utilisateurs, il s'agit du logiciel de généalogie « le plus répandu en France et dans le monde ».

## Société
La société est créée à Montpellier le 19 janvier 1994.
En juillet 2014, les fondateurs de l’entreprise montpelliéraine BSD Concept, éditeur du logiciel Heredis depuis 20 ans, transmettent leur entreprise à leurs salariés sous forme de SCOP de façon à assurer la pérennité de l’entreprise et en particulier des logiciels développés. L'entreprise est alors reprise par ses onze salariés.
En 2017, l'entreprise s’installe — toujours à Montpellier — dans des locaux plus grands, de façon à pouvoir se développer à l'international,.
En février 2018, la startup participe pour la première fois au « RootsTech (en) », le salon mondial de généalogie qui se tient à Salt Lake City. Elle présente une édition particulière de son logiciel : la version pour les Américains qui vient compléter la base de données de FamilySearch, la plus grande organisation généalogique au monde créée et administrée par cette Église de Jésus-Christ des saints des derniers jours,.
La société bénéficie de l'accélérateur Alter'Venture destiné aux entreprises de l'économie sociale et solidaire (ESS) : le but de cet accélérateur est d'aider l'entreprise à démarrer un programme de croissance.
En septembre 2018, la société reçoit le prix « rentabilité » aux Masters 2018 de La Lettre M, lettre de « l'info éco en Occitanie ».
La société compte 11 salariés en 2014, 17 en 2017 et 20 en 2018.
Le 1er janvier 2024, l'entreprise fête ses 30 années d'existence. Cet âge de maturité lui confère l'acquis d'environ 700 000 données généalogiques disponibles en accès libre via son logiciel en tant que service (SaaS) ou de sa plateforme dédiée et le partenariat avec 620 associations de généalogie. Durant cette même année, après une période de test, l'entreprise lance « Post-Scriptum », un service de transmission de son héritage généalogique à ses proches,.